# Distretto di Phra Pradaeng
Il distretto di Phra Pradaeng (in thailandese: พระประแดง) è un distretto (amphoe) della Thailandia, situato nella provincia di Samut Prakan.